# 王克 (南北朝)
王克（？—？），琅邪郡临沂县（今山东省临沂市）人，南齐太常王缋之孙，南梁建安郡太守王雋之子，南梁、汉、西魏、南陈官员。

## 生平
王克容貌美丽，仪容举止美好，在南梁官至司徒右长史，太清二年正月辛丑（548年2月3日），守吏部尚书王克升任尚书仆射。侯景进攻建康城时，宣城王长史贺琛受伤未死，侯景的部下找到了他，用车子将贺琛送到台城下，请求见王克和领军朱异。贺琛劝说王克和朱异开城门放侯景军队入城，王克等人责备贺琛，贺琛流泪作罢。太清三年，侯景请求与南梁求和，二月己亥（549年3月27日），双方在西华门设置祭坛，王克、侍中上甲乡侯萧韶、兼散骑常侍萧瑳与侯景部将于子悦、王伟等人登坛共同定立盟约。太清三年三月丙辰朔（549年4月13日），台城内在太极殿前设置祭坛，派兼任太宰、尚书仆射王克等人祭告天地神灵，以侯景违背盟约，点燃烽火击鼓呐喊。
梁简文帝萧纲即位后，侯景在梁简文帝周围设置的守卫更加严密，外人无法见到梁简文帝，只有武林侯萧咨、王克、舍人殷不害同时因为文雅柔弱得以出入梁简文帝的卧室，早晨傍晚左右不离，梁简文帝与他们讲习讨论六艺，时时都不停止。等到南康王萧会理的谋划败露，王克和殷不害畏惧灾祸自行疏远梁简文帝。大宝元年二月乙巳（550年3月28日），王克改任尚书左仆射。大宝二年（551年）正月，侯景任命王克为太师。大宝二年十一月，侯景假传萧栋的诏书，命令王克将传国玺奉送给自己。太始二年（552年）二月，侯景等人逃离台城，王克打开台城城门，引导裴之横入宫，放纵士兵蹂躏劫掠。
太始二年三月戊子（552年4月29日），王僧辩抵达台城，王克和元罗率领台城内的南梁旧臣在道路上迎接王僧辩，王僧辩慰劳王克说：“侍奉夷狄君王很苦啊。”王克不能对答。王僧辩又问：“传国玺在哪？”王克沉默了很久才说：“赵平原拿去了。”赵思贤是侯景的心腹，被侯景授任平原郡太守，所以王克这么称呼。王僧辩嘲讽王克说：“琅邪王氏是百世卿族，就这样毁于一旦。”
承圣三年（554年），西魏攻破江陵，将王褒、王克、刘瑴、宗懔、殷不害及沈炯等数十人俘虏到长安，宇文泰非常高兴的说：“昔日西晋扫平东吴，只获得陆机和陆云而已。如今平定荆楚，一批贤能才士全部到来，可以说胜过平吴之役。”宇文泰又对王褒和王克说：“我是王氏的外甥，你们二位都是我的舅家人，当以亲戚之情相待，不要介意离开了自己的家乡。”宇文泰用规格很高的礼节对待这批人，引用他们为宾客，授予王褒、王克、殷不害等人车骑大将军、仪同三司。
魏恭帝拓跋廓二年（555年），宇文泰将王克和沈炯等人送回江南。南陈太建八年六月甲寅（576年7月18日），晋陵郡太守王克出任尚书右仆射。